# Charles Cros
Charles Emile Hortensius Cros (Fabrezan, 1º ottobre 1842 – Parigi, 9 agosto 1888) è stato un poeta, inventore e scrittore francese.
Charles Cros fu un poeta e uno scrittore umoristico. Sviluppò vari metodi, in fotografia, per la lavorazione del colore, pertanto lo si può ritenere il padre delle foto a colori. Contribuì altresì al miglioramento della tecnologia del telegrafo.
Charles Cros, basandosi sui risultati di Édouard-Léon Scott de Martinville, congegnò una macchina, il fonografo, per la riproduzione del suono, e la riproduzione di registrazioni. Depositò i suoi studi presso l'Académie des Sciences di Parigi il 30 aprile 1877, anche se questa macchina non fu mai costruita. La lettera che mandò fu poi resa pubblica il 3 dicembre: vi veniva spiegato il metodo in cui pensava di riprodurre i suoni, tramite una membrana che si muoveva in base alle oscillazioni prodotte dai suoni, tenendo conto anche dell'intensità e della durata del suono, aggiungendo che la forma cilindrica era la più pratica per l'apparato di ricezione. I problemi che principalmente fermarono il suo progetto furono quelli economici; infatti si era rivolto per la costruzione di questo apparecchio alla azienda di orologi Breguet che aveva chiesto un corrispettivo di 3.000 franchi.
Questo genio aveva molteplici passioni e forse non fu mai stimato pienamente dai propri contemporanei, egli lavorò nei campi della fisica, letteratura, chimica, pittura ed era anche musicista. L'istituto di registrazione francese è stato chiamato in suo onore Académie Charles-Cros.
Fu padre del poeta Guy-Charles Cros.

## Opere
- Le Coffret de santal (1873, ampliato nel 1879)
- Le Fleuve (1874)
- La Vision du Grand Canal des Deux Mers (1888)
- Le Collier de griffes (postumo, 1908)
- Plainte (1873)